# Warner Anderson
Warner Anderson (Brooklyn, 10 maart 1911 - Santa Monica, 26 augustus 1976) was een Amerikaans acteur.
Anderson begon als jonge kind te acteren in stomme films en was als tiener in de burleske en vaudeville te zien. Voordat hij zijn filmdebuut als volwassene in de jaren 40 maakte, had hij al een grote carrière op Broadway achter de rug.
Anderson vervulde voornamelijk bijrollen in films. Zo werkte hij mee aan Destination Tokyo (1943), Objective, Burma! (1945), Week-End at the Waldorf (1945), Song of the Thin Man (1947), Command Decision (1948), Tenth Avenue Angel (1948), Destination Moon (1950), Go for Broke! (1951), Detective Story (1951), The Star (1952), The Caine Mutiny (1954), The Bandits (1955) en Blackboard Jungle (1955).
Tijdens zijn filmcarrière, was Anderson te zien tegenover een groot aantal bekende namen, waaronder Cary Grant, Errol Flynn, Hedy Lamarr, Ginger Rogers, Lana Turner, Van Johnson, Barbara Stanwyck, Margaret O'Brien, Donna Reed, Lionel Barrymore, William Powell, Myrna Loy, Robert Taylor, Clark Gable, Angela Lansbury, Janet Leigh, Gregory Peck, Jane Wyman, Kirk Douglas, Bette Davis, Natalie Wood, James Cagney, Humphrey Bogart en Glenn Ford.
In de jaren 50 vervaagde de filmcarrière van Anderson toen hij een carrière in de televisieindustrie kreeg. Zo was hij van 1954 tot en met 1959 te zien in de televisieserie The Lineup. Ook speelde hij de rol van Matthew Swain in de soasperie Peyton Place.
Anderson maakte zijn laatste verschijning in 1975 en stierf een jaar later aan kanker.
- Bibliothèque nationale de France: cb16643204h (data)
- Gemeinsame Normdatei: 1208231553
- International Standard Name Identifier: 0000 0000 6400 9240
- Library of Congress Control Number: no00031771
- SNAC: w65b32v0
- Trove: 1160719
- Virtual International Authority File: 43840941
- WorldCat: E39PBJcr93WpvqKmBwVmTfw9jC